# Деккер, Брайанна
Брайанна Деккер (англ. Brianna Decker; род. 13 мая 1991, Дусман, Висконсин) — американская хоккейная нападающая и тренер. В составе сборной США стала Олимпийской чемпионкой 2018 года и шестикратной чемпионкой мира. Всего в составе сборной провела 147 игр, в которых набрала 170 очков и забросила 81 шайбу, а её результат в 68 очков, набранных на чемпионатах мира, является четвёртым в истории турнира
Ныне — ассистент главного тренера в сборной США среди девушек до 18 лет.
В 2013 году окончила Висконсинский университет в Мадисоне (развитие человека, исследование семьи).